# Rato-do-cacau
O rato-do-cacau (nome cientifico: Callistomys pictus), conhecido também como saruê-beju, é uma espécie de roedor da família Echimydae que é endêmica no Brasil, na Mata Atlântica, em um âmbito privado, ou seja, que é mais restrito na Bahia. Seus registros estão restritos a Ilhéus, Itabuna, Barro Preto, Camacan e Elísio Medrado. Outro fato observado, é que mediante aos relatos dos indivíduos de Ilhéus, o C. pictus é mais avistado nas plantações de cacau. No que se refere ao seu gênero, é o único ser representante vivo, sendo que o mesmo é um roedor equimídeo arborícola.
O rato-do-cacau é branco, com uma touca preta brilhante, ocasionalmente confundido com o porco-espinho anão peludo. Possui uma pelagem longa, densa e grossa, porém não espinhoso, como em alguns outros membros de sua família. Esse animal tem cabelos macios sendo que as cores que compõe ele são o preto, o castanho e o branco. Tem um tamanho relativamente grande, sendo que se colocado na observação do seu comprimento a cauda, ele chega a ter de 52cm a 61cm.
O animal já citado, mediante a ideologias dos cientistas, é muito difícil de ser visto, uma vez que a atração através de alimentos não funciona com esse roedor. Além disso, também seguindo parâmetros dos pesquisadores, indivíduos do sexo feminino do ser vivo representado reproduzem apenas uma vez por ano. Por fim, é imprescindível ressaltar que esse roedor passa por um grande risco de extinção, sendo necessário locais de conservação para ajudar a preservar a espécie.

## Filogenia
O rato-do-cacau já pertenceu a diferentes gêneros: Nelomys, Loncheres e Isothrix. Entretanto, análises de caracteres de DNA e proteínas mostraram que o gênero Callistomys está interligado tanto com o Myocastor, que possui o nome mais conhecido como ratão-do-banhado semi-aquático, existente na América do Sul, quanto com Proechimys o qual é denominado como rato-do-espinho terrestre que encontra-se na Amazônia. Além disso, nota-se na parte central da América do Sul a presença do Thrichomys, o qual está também interligado com o clado anterior citado. Todavia, afirma-se que mesmo com essa ligação entre os grupos, fatores relevantes da vida desses seres são divergentes entre si, sendo que também é afirmado que o saruê-beju não possui muita afinidade com os aspectos presentes nos outros equimídeos arborícolas. Em vista disso, observa-se que o gênero do rato-do-cacau está integrado na subfamília Echimyinae, a qual engloba os arborícolas presentes na América do Sul e na América Central em várias áreas florestais.
Através do DNA do roedor, alguns estudiosos decidiram pesquisar sobre a filogenia molecular do animal. Dessa forma, R. Moura pegou na cidade de Ilhéus, na Bahia, um C. pictus do sexo feminino, a qual se encontrava na Fazenda Norma, e esperou a mesma morrer para assim iniciar o estudo. Posteriormente, através do protocolo de sal de retirada do DNA, proposta por Bruford et al. em 1992, foi retirado o material genético do rato-do-cacau para pesquisar acerca da filogenia. Sob essa ótica, foi utilizado 4 genes, dentre eles o gene ativador da recombinase, conhecida como RAG1 e o mitocondrial citocromo b, denominado CitB.  Depois de todo processo realizado, inclusive do aumento dos fragmentos a partir da clonagem in vitro pela Reação em Cadeia da Polimerase, chegou-se a conclusão de que há uma certa politomia, sendo que em uma rede filogenética, o Callistomys, o Myocastor e o Proechimys possui origens iguais, enquanto que o Thrichomys interliga-se de um modo mais distante com os gêneros citados, mesmo assim são irmãos. Já os outros gêneros presentes na pesquisa, como o Trinomys e o Isothrix, estão bem afastados, mesmo assim ocorre formação entre esses roedores de vários grupos de organismos que são originados de um ancestral comum.
Echimyidae possui três principais clados, sendo eles compostos de animais arborícolas terrestres, semi-aquáticos, escansoriais e semi-fossoriais. Contudo, percebe-se que entre os equimídeos há uma intensa divergência em seus aspectos, sendo que alguns estudiosos acreditam que tal fato ocorre devido a diferentes ocupações nas esferas geográficas, as suas estruturas divergentes e por fim o nascimento dos arborícolas advindos do processo evolutivo conhecido como irradiação adaptativa. Sendo assim, Callistomys tem um ancestral comum com outros equimídeos arborícolas, todavia, ele está incorporado com os gêneros do ambiente tanto terrestre quanto semi-aquático, afirmando que o mesmo possui um ancestral comum mais recente e alguns descendentes desse ancestral, ou seja, são parafiléticos. Outro fato importante, é que esse gênero tem algumas vertentes interligadas com a subfamília Eumysopinae e a já citada Echimyinae.
Sob uma segunda ótica, percebe-se que cada um dos gêneros que são interligados ao Callistomys, possuem divergências no modo de vida, haja vista que esse é arborícola, o Myocastor é semi-aquático, o Proechimys é terrestre sendo que vive em lugares de baixas altitudes da floresta da Amazônia, e por fim, tem o Thrichomys que também é terrestre mas habita locais secos. Desse modo, é perceptível que certamente nos primórdios, essas linhagens tivessem habitado locais mais próximos, isso antes da diferenciação do clado que perdurou por 15 milhões de anos.
Mediante aos fatos propostos, é notório que há muita dificuldade na coleta de dados que envolvem a filogenia molecular devido a essa diversificação da vivência proposta e também porque existe pouco táxons fósseis, sendo que um exemplo seria o Maruchito e o Tramyocastor, que são próximos do Callistomys, porém extintos.

## Genética
O rato-do-cacau possui um cariótipo de 2n=42, sendo que é constituído de 18 pares de autossomos submetacêntrico, ou seja, o centrômero não está localizado perfeitamente no meio do cromossomo. Dessa forma, nota-se que seus tamanhos descendem, enquanto que os dois pares 17 e 19, são obtentores de cromossomos acrocêntricos, os quais o centrômero encontram-se na parte extrema dos braços dos cromossomos, além de que nesse caso os comprimentos são menores. No que tange ao tamanho dos cromossomos X e Y são pequeno e médio, além de que enquadram na definição de acrocêntrico. Por fim, percebe-se que tanto alguns cromossomos sexuais, quanto alguns pares de autossomos, são compostos por uma pequena quantidade de heterocromatina nos campos pericentroméricos.

## Morfologia externa
O rato-do-cacau possui mãos e pés curtos, todavia, são largos. Além disso, nota-se que sua pelagem é preta concatenada com um corpo de cor branca, normalmente monocromáticos sendo que sua cauda, constituída pela cor preta e branca, possui muito pelo. Ainda referente a esse último aspecto, animais da família Echimyidae possuem esse membro maior que seu corpo, além de que ela é composta na parte de cima pelo pigmento preto, enquanto que na parte mais distal é branco. Especificando mais sobre suas cores, na região dorsal, ou seja, das costas desse roedor tem uma mancha preta que parte da cauda até a cabeça, sendo que no campo lateral, essa cor alcança da região do peito até a metade do corpo, excluindo a parte ventral dessa coloração. Já acerca do âmbito ventral, é constituído de pelos brancos concatenados ao cinza. Partindo para a região facial, encontra-se  tanto abaixo dos olhos quanto atrás das orelhas manchas escuras. Por fim, sobre as patas do animal referido, é obtentora de pelos claros na região superficial.

## Anatomia do crânio
O crânio do roedor possui um tamanho extenso além de que seus aspectos contribuem para o mesmo ser mais resistente. Outrossim, no que tange tanto ao ramo nasal quanto a parte rostral, ou seja, a frente do crânio do animal são de dimensões largas, sendo que os âmbitos os quais ficam em cima das orbitais são tampados por asas presente no campo lateral do frontal. Além disso, na parte do incisivo há orifícios também chamados de buracos que são extensos, os quais estão compostos por pré-maxilares, ou seja, que ficam antes da maxila, que formam também a divisão ou septo do forame incisivo que não apenas são espaçosos como também possuem um comprimento maior. No que tange ao zigoma, a qual é um osso que está presente na formação das “maçãs do rosto” em humanos, no rato-do-cacau, obtém um formato circular o qual é constituído pelo osso esquamosal, sendo que esse também cobre o osso petroso, que está inserido no osso temporal e possui diversas estruturas. Ademais, no que refere-se ao local que possui o palatino, a sua forma tem um diâmetro pequeno, todavia é de comprimento longo e retangular. Já a parte do osso alisfenóide é de uma grande amplitude, além de que o canal que passa pelo mesmo não é diferenciado. Acerca dos forames existentes no roedor, há uma abertura no canal transverso, há o forame oval, que em questão de comprimento é mediano além de que por entre as covas existentes que a veia maxilar atravessa. Por fim, é notório que o crânio do C.pictus, é composto por um pequeno estiliforme que interliga-se com bolhas mais inchadas e que são circulares.

## Habitat
O rato-do-cacau é um roedor encontrado em troncos ocos e ocasionalmente em bromélias nos fragmentos de florestas do sul da Bahia e em cabrucas, a qual é composto por cacaueiros e outra diversidade de plantas. Normalmente, sai a noite para procurar seus alimento, como as folhas e os frutos por exemplo, ou seja, ele é fortemente frugívoro, contudo, caso perceba alguma ameaça o mesmo volta a se esconder tanto em bromélias quanto nas regiões ocas de árvores. Além disso, afirma-se que esse roedor tem sua moradia em floresta ombrófilas, tanto densa quanto mista, sendo que provavelmente esse animal está concatenado com a Mata dos Tabuleiros.

## Destruição ambiental e extinção
A ascendência, ou seja, o crescimento da economia da Bahia dependia intensamente do cacau, todavia, devido alguns problemas advindos da baixa dos preços desse produto, a expansão da doença propiciada pelo fungo Crinipellis perniciosa, conhecida como "vassoura-de-bruxa", a qual delimitou o cultivo de cacau no que tange a manutenção de sombreamento das emergentes além de alguns pontos referentes ao clima, decresceu a atividade cacaueira. Dessa forma, âmbitos que antes eram compostos de lavouras transformaram-se em pastagens, sendo que remanescentes da Mata Atlântica foram destruídas. Sob essa ótica, percebe-se que essa desestruturação ambiental cooperou com o aumento da extinção de várias espécies no sudeste baiano, incluindo tanto o rato-do-cacau quanto a preguiça-de-coleira, por exemplo. Dessa forma, o rato-do-cacau está desaparecendo justamente pelo fato da destruição das florestas, uma vez que é notável que esse animal vive em partes cacaueiras no sul da Bahia. Outro fator a ser observado, é que as ações antrópicas, como a construção de obras públicas contribuiu com o declínio do animal.

## Unidades de conservação
O seruê-beju está passando por uma problemática denominada como extinção, isso de acordo com a International Union for Conservation of Nature and Natural Resources, IUCN, portanto sendo ideal a existência de unidades de conservação. Dessa forma, o C.pictus, está inserido na Reserva particular do patrimônio natural (RPPN) Serra Bonita, além de que é estimado que ele encontra-se também em outras unidades de conservação como Refúgio de Vida Selvagem de Una e APA da Lagoa Encantada e Rio Almada, contudo, é necessário mais estudos sobre esse fator.

## Distribuição geográfica
No que refere-se ao conhecimento de fatores que expliquem firmemente acerca do rato-do-cacau, há uma certa dificuldade, uma vez que existe uma pequena rede de informação sobre o animal. Dessa forma, nota-se que sua distribuição espacial esta limitado a Ilhéus, Elísio Medrado, Itabuna e Camacan. Todavia, informações pautadas na coleta de espécies por Auguste de Meuron, foi proporcionado a ideia de que o roedor referido habita também Salvador, sendo que os espécimes apreendidos por ele, encontram-se no Museum d’Histoire Naturelle du Neuchatel, na Suiça. Além disso, é notável que em um período anterior, o C. pictus possuía moradia em mais locais, haja vista que em Minas Gerais fora achado restos de evidências do mesmo.
Ocorreu uma pesquisa que está relacionada com algumas instituições, dentre elas o Museu Nacional Rio de Janeiro (MNRJ) e a Universidade Estadual de Santa Cruz (UESC) sendo que foi usado alguns seres que estavam presentes nos museus. Dessa forma, afirma-se que os aspectos obtidos nas pesquisas estão pautados não apenas nas palavras dos moradores como também por observações de modo direto, sendo que o âmbito de estudo utilizado foi Ilhéus, na Bahia. Primeiramente, é importante ressaltar que o rato-do-cacau encontrado por naturalistas europeus, incluindo o Maximilian zu Wied Neuwied e o Francisco Agostinho Gomes, que estiveram no estado baiano no século XIX, não foram localizados no museu da Europa, enfatizando uma diminuta precisão de informações dos espécimes conservados nos países do exterior, já no Brasil é perceptível que as espécies que estão em um processo de conservação estão em seis instituições, com um total de 13 seres. Posteriormente, afirma-se que o fato do saruê-beju começar a passar por um determinado extermínio através do envenenamento, os estudiosos do Centro de Pesquisas do Cacau, CEPLAC priorizou esse animal, propiciando um conhecimento mais concreto sobre a distribuição do rato-do-cacau, inferindo nas investigações que o animal faz-se presente tanto em Ilhéus, no CEPLAC e na fazenda Santa Maria, quanto em Elísio Medrado e Lomanto Junior, além de ser avistado perto da vila de Rio do Braço, em Lavapés e na fazenda Almada. Apenas como uma curiosidade, os indivíduos que habitam Rio do Braço, por vezes utilizam o roedor como uma parte da nutrição do corpo.

## Informações gerais sobre Echimyidae
Sobre a vida diária do rato-do-cacau ainda há  poucos estudos, sendo que pelo que sabe-se, esse roedor é solitário e poucos indivíduos são existentes. Observando os Echimyidae, de uma maneira menos aprofundada, uma vez que provavelmente alguns fatores se enquadram no C. pictus, eles mantêm constância na densidade da população durante o percorrer temporal, possuem poucos filhotes, e passam por competições tanto intraespecífica, que é quando indivíduos da mesma espécie lutam por recursos naturais em um determinado lugar, quanto interespecífica, a qual diferentes espécies competem por algo. Outro aspecto a ser observado, é que esses roedores estão distribuídos em diversos âmbitos, como na Caatinga, na Mata Atlântica, no Cerrado, na Amazônia, dentre outros lugares.